# Campanula sabatia
La campanula di Savona (nome scientifico Campanula sabatia De Not., 1844) è una pianta erbacea dai fiori blu a forma di campanella appartenente alla famiglia delle Campanulaceae.

## Etimologia
Il nome generico (Campanula ) deriva dalla forma a campana del fiore; in particolare il vocabolo deriva dal latino e significa: piccola campana. L'epiteto specifico (sabatia) fa riferimento alla città di Savona, che così veniva denominata nell'antichità; in particolare si riferisce all'areale di distribuzione della pianta, centrato sulle montagne dell'entroterra ligure. 

Il nome scientifico della specie è stato definito per la prima volta dal botanico e medico italiano Giuseppe De Notaris nel 1844.

## Descrizione
La pianta è una emicriptofita perenne che supera la stagione invernale grazie a un rizoma con gemme collocate a livello del terreno. Dal rizoma, lignificato, partono vari fusticini fiorali alti fino a 50 cm, ricchi di figlie fino quasi alla loro estremità. Le foglie basali sono cordate, mentre salendo lungo il fusticino si passa a foglie lanceolate e lineari. L'infiorescenza è costituita da pochi fiori, di un colore che varia tra l'azzurro e il viola. Questi ultimi sono caratterizzati da sepali che arrivano al massimo a metà della corolla, di poco più brevi della metà della corolla stessa e che assumono una forma ad artiglio ricurvo verso l'interno con la maturità della pianta. La corolla è di forma campanulata, con l'apertura verso l'esterno (fauce) che può arrivare ai 2 cm di ampiezza; il polline è di colore rosa-chiaro. Fiorisce tra giugno e luglio.
Si differenzia da altre campanulacee simili in particolare per la presenza di papille, piccole formazioni arrotondate poste alla base del calice fiorale.

## Habitat e distribuzione
La specie predilige ambienti aridi e aree detritiche con substrato calcareo; può vegetare anche ai bordi della strade e sui muretti a secco che sostengono le fasce. La si può trovare tra il livello del mare e i 1000 metri di quota o anche più su, almeno nei pressi del Monte Carmo di Loano. L'areale di distribuzione è centrato sulla riviera ligure di ponente; a ovest raggiunge il fiume Roia, mentre a nord si spinge fino in Piemonte.

## Protezione
Si tratta di una specie protetta, che IUCN inserisce nella categoria Vulnerable.